# إيريكا لارسون
إيريكا لارسون (بالإنجليزية: Erica Larson)‏ هي كيميائية أمريكية، ولدت في 11 أغسطس 1971.